# Peter och vargen
Peter och vargen (rysk originaltitel: Петя и волк (Petja i volk)) är ett orkestralt verk och en sagoberättelse för barn från 1936 av den sovjetiske kompositören Sergej Prokofjev.

## Handling
Berättelsen handlar om den unge Peter, som av misstag släpper ut en anka från sin farfars gård. Ankan äts upp av vargen. Peter hindrar dock jägarna från att skjuta vargen, och den förs i stället till djurparken.

## Instrument
Peter och vargen är skriven för flöjt, oboe, klarinett, fagott, tre horn, trumpet, trombon, timpani, triangel, tamburin, cymbaler, kastanjetter, virveltrumma, bastrumma och stråkar. Varje roll i berättelsen har sitt eget instrument och ett ledmotiv.

## Adaptationer

### Walt Disney
Peter och vargen ingick som ett avsnitt i den animerade filmen Spela för mig (1946), med Sterling Holloway som berättarröst. Den har också visats fristående som kortfilm, bland annat 1947 som förfilm till konsertfilmen Fantasia (1940).

## Uppföranden och inspelningar på svenska

### Ernst-Hugo Järegård
Ernst-Hugo Järegård reciterade sagan årligen från och med 1962 på Konserthuset i Stockholm till Prokofjevs musik. Under dessa framträdanden var han ackompanjerad av en symfoniorkester. Järegård spelade in sagan på LP, vilken utgavs på skivbolaget Sonora 1971. LP:n är en av titlarna i boken Tusen svenska klassiker (2009).

### Mark Levengood
En inspelning med Mark Levengood som berättarröst gavs 1996 ut av Naxos. Musiken kommer från en inspelning från 1989 där Ondrej Lenárd dirigerade Slovakiska Radions Symfoniorkester.

### Fotnoter
1. ↑  Gradvall et al 2009, #322
2. ↑  ”PROKOFJEV: Peter och vargen / SAINT-SAENS: Djurens karneval / BRITTEN: Orkesterguide for ungdom - 8.554091”. Naxos. http://www.naxos.com/catalogue/item.asp?item_code=8.554091. Läst 11 augusti 2016.